# Сертифікат авіаційного оператора
Сертифікат авіаційного оператора (експлуатанта) (AOC) — підтвердження, надане органом цивільної авіації (CAA) оператору повітряного судна, яке дозволяє йому використовувати повітряне судно в комерційних цілях. Це вимагає від оператора наявності персоналу, активів і системи для забезпечення безпеки своїх співробітників і населення в цілому. У сертифікаті перераховані типи повітряних суден і реєстрації, які будуть використовуватися, з якою метою та в якому регіоні — конкретних аеропортах чи географічному регіоні.

## Вимоги
Вимоги до отримання сертифіката авіакомпанії відрізняються від країни до країни, але зазвичай визначаються так:
- Достатня кількість персоналу з необхідним досвідом для типу операцій, що планується виконувати.
- Літак, придатний до польотів, придатний для виконання потрібних операцій.
- Прийнятні системи для підготовки екіпажу та експлуатації ПС (Керівництво з експлуатації).
- Система якості, яка гарантує дотримання всіх застосовних норм.
- Призначення ключового підзвітного персоналу, який відповідає за конкретні важливі функції безпеки, такі як навчання, технічне обслуговування та експлуатація.
- Страхування відповідальності перевізників (для авіакомпаній) — оператори повинні мати достатню страховку для покриття травм або смерті будь-якого пасажира, що перевозиться.[3]
- Доказ того, що оператор має достатні фінансові кошти для фінансування операції.
- Оператор має достатню наземну інфраструктуру або домовленості про забезпечення достатньої інфраструктури для підтримки своїх операцій у запитаних портах.
- Сертифікатом буде володіти юридична особа, яка проживає в країні або регіоні заявки (для EASA).